# The samos
The SAMOS（ザ・セイモス）は日本のミュージシャン、バンドである。2007年BMG JAPANより「KAFKA HIGH」でメジャーデビュー。

## メンバー
- JSD：Vo/Gt (mold、ex.SBK)
- M.I.T：Electro-Dr
- Raymond：Key/DJ (mold)

### 旧メンバー
- NEWDEAL：Mixer/DJ (2005年 - 2010年)

## 来歴
2005年活動をスタート。 
ザ・セイモスは、メンバー個々の長い経験と活動に裏打ちされたリアリティーのあるサウンドを展開しており、 エレクトロニックサウンドを基調に、ロックとダンスミュージックの深部での融合に成功している日本では数少ない存在である。
ライブハウス、クラブイベント、ファッションショーなど場所を選ぶ事無くライブパフォーマンスを次々に慣行し、 数々の名だたるゲストとの競演もはたしている。
あるときはDJに生演奏をFITさせ、あるとき演奏にシーケン	The SAMOS（ザ・セイモス）
ジャンルのボーダーを超えた未来のモダンニューウェイヴリアルミクスチャーバンド、スケボーキングとしてメジャーシーンに大きな衝 撃を与えた ShigeoJD が率いるアンダーグラウンドベースのクラブミュージックと持ち前のポップネスを融合させたバンド、TheSAMOS。
メンバーはヴォーカル/ギター/そしてシーケンサーを縦横無尽に操る ShigeoJD、エレクトリックドラムの M.I.T、シンセサイザー担当の Raymond で構成。2007年BMG JAPANより「KAFKA HIGH」でメジャーデビュー。
当時のクラブシーンで生バンドでのライブは稀有なものであった最中、幾多のクラブでライブセットを披露し、クラウドに新たなダンスミュージックの魅せ方を提案し 熱狂の渦に巻き込んだ。 それぞれのバックグラウンドと音楽性を巧みにミックスし、ニューウェーブ的アプローチから、シューゲイズドハウス、などアルバム毎に様々な世界観を演出した楽曲の数々は TheSAMOS のフィルターを通し、メジャーシーンとアンダーグラウンドシーンのボーダーを、シニカルな視点で見つめて来た彼らの純粋なダンスミュージックへの愛情とオリジナリティを感じさせる。 バンド原来のコンセプトであるテクノとビートルズの融合、にフォーカスし、制作中の最新トラックの数々は、現代の日本のミュージックシーンでは聞く事が出来ない斬新な音が散りばめられている。長年、生演奏でのパフォーマンスから培った彼らのライブは、従来のラップトップベースのアーティスト達とは一線を画し、観るものに真新しい驚きを与えている。2016年MUSIC SHAREに登場した際、ストリーミング配信された生演奏はバンドベースのライブセットならではの高揚感と結成10 年を迎えた彼らの熟練のグルーヴを見事に体現している。 現在 4th Album を制作中。 
In 2006, The SAMOS jumped into the music industry to stir-up the scene. Although 100% "Made in Tokyo," the high quality of their sound that equally rival with the rest of the world caused them to gain attention since their debut.The Samos' realistic sound is backed with the long history of each band members' experience and activity in the music industry. Starting with electronic as their foundation, they successfully fuse rock and dance music to create a sound that is rarely found in Japan. They are in high demand to perform at various venues, club events, and fashion shows with countless special guest appearances.At times, they intertwine the raw DJ sound, and at other times, they start out by adding sequence to their sound, and as the audience peak out with excitement, they feedback their play... This sort of extravagant display in their performance is only done so due to their sense of dexterity and technique. It should also be noted that their performance and music is the result of the unity and the mixture of four different individuals within the band with various styles and ideas. From Tokyo to the world, TheSAMOS is a three piece electronic dance band that transmits their sensational music to the universe. 
2010年をもってNEWDEALが脱退。

## ディスコグラフィ
- Usual（2006年8月2日） 配信のみ
- info freak out（2006年8月9日） 配信のみ
- Shooting Star（2006年7月25日） 配信のみ
- KAFKA HIGH  1st Album（2007年8月22日）
- BACK TO BACK E.P.（2008年5月21日） 配信のみ
- INVOICE  2nd Album（2009年10月28日）
- Monotony E.P.（2010年9月29日） 配信のみ
- Crystallized  3rd Album（2012年12月22日）
- GHOST  4th Album（2019年10月24日）
- FUTURE PAST（2020年6月5日） 配信のみ

### 参加作品
- 【NO MUSIC NO RAVE】Blackbudgetレーベルコンピレーション（生産終了）
- 【PUBLIC/IMAGE.SOUNDS】の1曲目「Disturb」で参加
  - Aira Mitsuki – Time is (feat. JSD/TheSAMOS)

- Remixes
  - immi-Ups&Downs (The SAMOS Remix)
  - the telephones -Love&DISCO(The SAMOS Remix)-unreleased
  - A-bee-EDEN [The SAMOS Selecter mix]

- Remixed
  - Dance Music -The Lowbrows Remix-
  - Back 2 Back -MYSS Remix-
  - Now or Never -LO:BROC Remix-
  - Usual (DJ SODEYAMA/WONDERED MIX)